# Zecchino d'Oro 2015
Il cinquantottesimo Zecchino d'Oro si è svolto a Bologna dal 17 al 21 novembre 2015 ed è stato trasmesso dalla RAI, in onda su Rai 1, e in alta definizione su Rai HD, in diretta in Eurovisione e in Mondovisione. Come tutte le trasmissioni di Rai 1 è andato in onda anche su Rai Italia e inoltre è stato replicato su Rai Yoyo in prima serata a partire dalle ore 20:30 dello stesso giorno di messa in onda della diretta televisiva.
La manifestazione è stata condotta da Cristel Carrisi e Flavio Montrucchio.
La sigla era "Lo Zecchino siamo noi" (per le prime tre giornate e per la finale), mentre per la quarta giornata, che si è tenuta il 20 Novembre (Giornata dei Diritti dell'infanzia) è stata Heal the World di Michael Jackson.
In questa edizione il Piccolo Coro dell'Antoniano ha commemorato il 20º anniversario della scomparsa di Mariele Ventre, interpretando, insieme alle Verdi Note dell'Antoniano e a Cristina D'Avena, Il segreto (per Mariele), inoltre ha anche festeggiato il 20º anno della direzione di Sabrina Simoni che ha preso il posto di Mariele nel 1995.

## Brani in gara
- Cavoli a merenda (Testo: Herbert Bussini/Musica: Valerio Baggio) - Emma Lagorio (6 anni) (2º posto)
- Il contrabbasso (Testo: Carmine Spera, Gerardo Attanasio/Musica: Giuseppe De Rosa) - Pietro Landini (10 anni)
- Il gonghista (Testo: Leonardo Frattini/Musica: Leonardo Frattini) - Mario Donato Vinci (7 anni)
- Il rompigatto (Testo: Mario Gardini/Musica: Andrea Casamento, Ernesto Gilberto Migliacci) - Dania Lascialfari (8 anni)
- Le impronte del cuore (Testo: Alberto Pellai/Musica: Giovanni Paolo Fontana, Roberto De Luca) - Alice Martino (9 anni) e Giorgia Salerno (10 anni)
- Le parce que des pourquoi ( Francia) (Testo italiano: Arcangelo Crovella/Testo originale: Marie Sendra/Musica: Gianfranco Grottoli, Andrea Vaschetti) - Océane Larcher (9 anni)
- Prendi un'emozione (Testo: Lodovico Saccol/Musica: Lodovico Saccol) - Greta Cacciolo (8 anni)  (1º posto)
- Resterà con te (Testo: Gerardo Attanasio/Musica: Giuseppe De Rosa) - Federica Guarino (10 anni) (3º posto)
- Tutanc'mon ( Egitto) (Testo italiano: Farida D'Asaro, Nicholas Di Valerio/Testo originale: Hany Raafat Robil Farag/Musica: Nicholas Di Valerio) - Giuditta Meawad (9 anni) (3 posto)
- Un giorno a colori (Testo: Stefano Mazzesi/Musica: Enzo Setteducati, Giuseppe Bellettini) - Angela Lorusso (8 anni)
- Una commedia divina (Testo: Arianna Caldarella/Musica: Corrado Neri) - Andrea Amelio (10 anni) e Chiara Casolari (7 anni)
- Zombie vegetariano (Testo: Frankie hi-nrg mc/Musica: Frankie hi-nrg mc) - Giacomo Dandrea (7 anni)

### Fuori concorso
- Il segreto (per Mariele) (Testo: Alessio Zini, Sara Casali/Musica: Alessio Zini, Sara Casali)
- Quarantaquattro gatti (remastered) (Zecchino d'Oro 1968)
- Together we feed the world

## Tema
Il tema centrale del 58º Zecchino d'Oro è Tutti i colori dell'uguaglianza.

## Puntate
Nella prima giornata sono state eseguite tutte le canzoni senza votazione.
Nella seconda giornata sono state eseguite sei delle dodici canzoni, le altre sei sono state mandate in onda tramite clip registrata della puntata precedente. A fine puntata le tre canzoni più votate (Prendi un'emozione, Tutanc'mon e Resterà con te) accedono alla finale di sabato.
Nella terza giornata sono state eseguite le ultime sei canzoni in gara. A fine puntata le tre più votate (Le impronte del cuore, Cavoli a merenda e Zombie vegetariano) accedono alla finale di sabato.
Nella quarta giornata sono state eseguite le sei canzoni non passate in finale. A fine puntata le due più votate (Le parce que des pourquoi e Un giorno a colori) accedono alla finale di sabato.
Nella quinta ed ultima giornata sono state eseguite tutte le canzoni ma si è votato solo per le finaliste. A fine puntata è stata decretata la canzone vincitrice del 58º Zecchino d'Oro.

## Solidarietà
Come ogni anno, l'Antoniano si impegna con il Cuore dello Zecchino d'Oro, e come l'anno scorso sostiene le Mense Francescane. Quest'anno la raccolta fondi viene denominata "Operazione Pane". Al 21 novembre 2015 le donazioni hanno superato i centomila contatti.
Nella puntata finale, il Cuore dello Zecchino è stato sostenuto con dei video messaggi da Giancarlo Magalli, Milly Carlucci, Claudio Lippi, Fabrizio Frizzi, Massimo Giletti e Loretta Goggi.

## Ascolti
Risultati di ascolto delle varie serate, secondo rilevazioni Auditel.
| Puntata       | Messa in onda    | Telespettatori | Share  |
| ------------- | ---------------- | -------------- | ------ |
| 1             | 17 novembre 2015 | 2 058 000      | 14,92% |
| 2             | 18 novembre 2015 | 1 704 000      | 12,66% |
| 3             | 19 novembre 2015 | 1 788 000      | 13,50% |
| 4             | 20 novembre 2015 | 1 810 000      | 13,59% |
| 5             | 21 novembre 2015 | 2 633 000      | 14,96% |
| Media Auditel | Media Auditel    | 1 999 000      | 13,93% |

## Ospiti
Ospiti fissi del programma sono stati i bambini della Scuola di Danza dell'Antoniano, il Garante per l'Infanzia Vincenzo Spadafora e Frate Alessandro Caspoli, direttore dell'Antoniano fino al 2016 e sostituito da Frate Giampaolo.
- Prima giornata: Katia Ricciarelli;
- Seconda giornata: Gigi e Ross, Andrea Lucchetta, Alessia Chianese e Edoardo Barchi, interpreti di Chi ha paura del buio?, brano vincitore della scorsa edizione.
- Terza giornata: Andrea Lucchetta, Sergio Friscia, Billy Elliot the Musical e gli allievi dell'istituto Parco Regio di Torino.
- Quarta giornata: Katia Follesa, Pinocchio il grande musical Manuel Frattini, Gioacchino Irzillo e il Mago Simone Al Ani, vincitore di Italia's Got Talent.
- Quinta e ultima giornata: Cristina D'Avena, Verdi Note dell'Antoniano, Gabriele Cirilli, le Winx, i bambini Straduri Killa, Stefano Scarpa, Il tappeto di Iqbal cooperativa impegnata nel recupero di ragazzi e bambini attraverso il teatro civile e il circo sociale e Simone Al Ani, già avuto ospite nella quarta puntata.

Inoltre, nella giornata finale, sono intervenuti telefonicamente Francesca Fialdini, Al Bano, Renzo Arbore e Veronica Maya che hanno sostenuto il Cuore dello Zecchino, ma hanno anche canticchiato un motivo famoso della storica kermesse canora.